# E (kislemez)
Az E a dél-koreai Big Bang együttes negyedik kislemeze a MADE albumról, melyet 2015. augusztus 5-én jelentetett meg a YG Entertainment. A kislemez első helyet ért el a Kaon (Gaon) listáján, Kínában pedig 24 óra alatt 700 000 digitális példány fogyott el. A Billboard World Digital Songs slágerlistán a két új dal első és második helyezett volt, összesen 13 000 eladott példánnyal.

## Számlista
| E (digitális) | E (digitális)                                 | E (digitális)           | E (digitális)          | E (digitális) | E (digitális) | E (digitális) | E (digitális) | E (digitális) | E (digitális) |
| #             | Cím                                           | Dalszöveg               | Zene                   | Arrangement   | Hossz         |               |               |               |               |
| ------------- | --------------------------------------------- | ----------------------- | ---------------------- | ------------- | ------------- | ------------- | ------------- | ------------- | ------------- |
| 1.            | Zutter (쩔어) (GD & TOP)                      | G-Dragon, Teddy, T.O.P. | Teddy, G-Dragon, T.O.P | Teddy         | 3:14          |               |               |               |               |
| 2.            | Let’s Not Fall In Love (우리 사랑하지 말아요) | Teddy, G-Dragon         | Teddy, G-Dragon        | Teddy         | 3:32          |               |               |               |               |
| 6:46          |                                               |                         |                        |               |               |               |               |               |               |

| E (CD) | E (CD)                                                       | E (CD)                       | E (CD)                                            | E (CD)          | E (CD) | E (CD) | E (CD) | E (CD) | E (CD) |
| #      | Cím                                                          | Dalszöveg                    | Zene                                              | Arrangement     | Hossz  |        |        |        |        |
| ------ | ------------------------------------------------------------ | ---------------------------- | ------------------------------------------------- | --------------- | ------ | ------ | ------ | ------ | ------ |
| 1.     | Zutter (쩔어) (GD & T.O.P)                                   | G-Dragon, Teddy, T.O.P       | Teddy, G-Dragon, T.O.P                            | Teddy           | 3:14   |        |        |        |        |
| 2.     | Let’s Not Fall In Love (우리 사랑하지 말아요)                | Teddy, G-Dragon              | Teddy, G-Dragon                                   | Teddy           | 3:32   |        |        |        |        |
| 3.     | If You                                                       | G-Dragon                     | G-Dragon, P.K, Dee.P                              | P.K, Dee.P      | 4:24   |        |        |        |        |
| 4.     | 맨정신 (Sober)                                               | Teddy, G-Dragon, T.O.P       | Teddy, Choice37, G-Dragon                         | Teddy, Choice37 | 3:57   |        |        |        |        |
| 5.     | Bang Bang Bang                                               | Teddy, G-Dragon, T.O.P       | Teddy, G-Dragon                                   | Teddy           | 3:49   |        |        |        |        |
| 6.     | Loser                                                        | Teddy, T.O.P, G-Dragon       | Teddy, Taeyang                                    | Teddy           | 3:39   |        |        |        |        |
| 7.     | Bae Bae                                                      | G-Dragon, Teddy, T.O.P       | Teddy, G-Dragon, T.O.P                            | Teddy           | 2:49   |        |        |        |        |
| 8.     | We Like 2 Party                                              | Teddy, Kush, G-Dragon, T.O.P | Teddy, Kush, Szo Vondzsin (Seo Won Jin), G-Dragon | Teddy, Kush     | 3:16   |        |        |        |        |
| 9.     | Zutter (쩔어) (Instrumental)                                 |                              | Teddy, G-Dragon, T.O.P                            |                 | 3:14   |        |        |        |        |
| 10.    | Let’s Not Fall In Love (우리 사랑하지 말아요) (Instrumental) |                              | Teddy, G-Dragon                                   |                 | 3:32   |        |        |        |        |
| 35:19  |                                                              |                              |                                                   |                 |        |        |        |        |        |